# Рамона (Південна Дакота)
Рамона (англ. Ramona) — місто (англ. town) в США, в окрузі Лейк штату Південна Дакота. Населення — 159 осіб (2020).

## Географія
Рамона розташована за координатами 44°7′12″ пн. ш. 97°12′55″ зх. д. / 44.12000° пн. ш. 97.21528° зх. д. (44.119872, -97.215415).  За даними Бюро перепису населення США в 2010 році місто мало площу 0,71 км², уся площа — суходіл.

## Демографія
Згідно з переписом 2010 року, у місті мешкали 174 особи в 81 домогосподарстві у складі 48 родин. Густота населення становила 245 осіб/км².  Було 112 помешкання (158/км²).
Расовий склад населення:
| - 94,3 % — білих - 1,7 % — корінних американців - 1,1 % — азіатів - 1,1 % — осіб інших рас |

До двох чи більше рас належало 1,7 %. Частка іспаномовних становила 3,4 % від усіх жителів.
За віковим діапазоном населення розподілялося таким чином: 24,1 % — особи молодші 18 років, 48,9 % — особи у віці 18—64 років, 27,0 % — особи у віці 65 років та старші. Медіана віку мешканця становила 47,0 року. На 100 осіб жіночої статі у місті припадало 93,3 чоловіків;  на 100 жінок у віці від 18 років та старших — 76,0 чоловіків також старших 18 років.
Середній дохід на одне домашнє господарство  становив 49 641 долар США (медіана — 32 778), а середній дохід на одну сім'ю — 80 544 долари (медіана — 66 250). За межею бідності перебувало 8,3 % осіб, у тому числі 7,4 % дітей у віці до 18 років та 8,5 % осіб у віці 65 років та старших.
Цивільне працевлаштоване населення становило 70 осіб. Основні галузі зайнятості: виробництво — 18,6 %, фінанси, страхування та нерухомість — 14,3 %, освіта, охорона здоров'я та соціальна допомога — 12,9 %.